# Фрасину (Дамбовица)
Фрасину (рум. Frasinu) насеље је у Румунији у округу Дамбовица у општини Корнешти. Oпштина се налази на надморској висини од 144 m.

## Становништво
Према подацима из 2002. године у насељу је живело 731 становника, од којих су сви румунске националности.